# Années 1190
Les années 1190 couvrent la période de 1190 à 1199.

## Événements

L'Europe et la Méditerranée en 1190

- 1185–1333 : époque de Kamakura au Japon[1].
- 1189-1192 : troisième croisade menée par Philippe Auguste et Richard Cœur de Lion. Création des royaumes de Chypre et de Petite-Arménie[2].

- 1190-1206  : unification des tribus mongoles par le khan Temüjin[3].

- 1190 : 
  - autonomie de la Serbie sous la dynastie des Nemanjides créée par Étienne Nemanja qui se retire au mont Athos en 1196[4].
  - création lors du siège de Saint-Jean-d'Acre de l’ordre des chevaliers Teutoniques par des pèlerins de Brême et de Lübeck protégés par le duc Frédéric de Souabe sur le modèle des Templiers. Il devient un ordre militaire en 1197 et lance des expéditions dans le but d’étendre la présence allemande jusqu’au golfe de Finlande[5].
- 1191 : le bouddhisme Zen est introduit au Japon[6].
- 1192-1194 : captivité en Allemagne de Richard Cœur de Lion au retour de la croisade[7].
- 1193 : prise de Delhi  par Muhammad Ghûrî, qui achève la conquête de l'Inde entreprise en 1175[8].
- 1194 :
  - le calife ‘abbasside Nasir élimine les derniers Saljûqides d’Irak et d’Iran en faisant appel au souverain aralien du Khârezm Ala ad-Din Tekish[9].
  - l'empereur Henri VI se fait couronner roi de Sicile[10].

## Personnages significatifs

### Culture
- Averroès
- Bernard de Ventadour
- Moïse Maïmonide
- Pérotin, l'un des grands maîtres de la polyphonie, est à Paris.
- Le légendaire Robin de Locksley, dit Robin des Bois.

### Politique
Al-Adel - Al-Afdhal Nur ad-Din Ali - Alexis III Ange - Al-Aziz - Amaury II de Lusignan - Bérangère de Navarre - Constance de Hauteville - El-Malik ed-Zahir Ghazi - Gebra Maskal Lalibela - Henri VI du Saint-Empire - Imre de Hongrie - Ingeburge de Danemark - Innocent III - Jean Kalojan - Kay Khusraw Ier - Lech le Blanc - Léon II d'Arménie - Léopold V d'Autriche - Margaritus de Brindisi - Minamoto no Yoritomo - Otton de Brunswick - Ottokar de Bohême - Philippe de Souabe - Philippe II de France - Pierre II d'Aragon - Richard Ier d'Angleterre - Roman Mstislavich - Sanche Ier de Portugal - Sverker II de Suède - Tancrède de Lecce- Temüjin